# Aziatische kampioenschappen wielrennen 2025 – Gemengde ploegenestafette elite
De gemengde ploegenestafette voor eliterenners op de Aziatische kampioenschappen wielrennen 2025 werd gehouden op 7 februari. Per land namen drie mannen als eerste de start, waarna zij na twee rondjes rond het Bueng Si Fai werden afgelost door de drie vrouwen uit hetzelfde land, die vervolgens dezelfde twee rondjes aflegden. De Kazachse selectie legde de in totaal 42,8 kilometer als snelste af, voor de Japanners en de selectie uit Hongkong.

## Uitslag
| Plaats | Ploeg | Tijd        |
| ------ | --- | ----------- |
| Goud   | Kazachstan ♂ Jevgeni Fjodorov, Dmitri Groezdev, Anton Koezmin ♀ Anzjela Solovjeva, Rinata Soeltanova, Machabbat Oemoetzjanova | 51'09,930"  |
| Zilver | Japan ♂ Yukiya Arashiro, Yuma Koishi, Koki Kamada ♀ Tsuyaka Uchino, Mizuki Ikeda, Maho Kakita                                 | + 14,002"   |
| Brons  | Hongkong ♂ Lau Wan Yau, Mow Chin Yin, Ng Pak Hang ♀ Lee Sze Wing, Leung Wing Yee, Yang Qianyu                                 | + 18,309"   |
| 4      | China | + 1'20.279" |
| 5      | Oezbekistan | + 1'45,523" |
| 6      | Zuid-Korea | + 2'10,828" |
| 7      | Thailand | + 3'14,744" |
| 8      | Mongolië | + 3'30,800" |
| 9      | Indonesië | + 3'45,523" |
| 10     | Filipijnen | + 5'32,668" |